# Фердинанд Албрехт II (Брауншвайг-Волфенбютел)
Фердинанд Албрехт II (на немски: Ferdinand Albrecht II von Braunschweig-Wolfenbüttel; * 29 май 1680 в Беверн; † 13 септември 1735, Залцдалум) от род Велфи, е херцог на Брауншвайг-Люнебург, от 1687 до 1735 г. херцог на Брауншвайг-Волфенбютел-Беверн, наследява през 1735 г. малко преди смъртта си цялото Княжество Брауншвайг-Волфенбютел и дава Беверн на брат си Ернст Фердинанд.

## Живот
Той е четвъртият син на херцог Фердинанд Албрехт I фон Брауншвайг-Волфенбютел-Беверн (1636 – 1687) и на ландграфиня Кристина фон Хесен-Ешвеге (1648 – 1702).
Фердинанд Албрехт II наследява баща си на 23 април 1687 г. в Беверн. През 1704 г. той става императорски адютант и е тежко ранен при Ландау в Пфалц. През 1707 г. става генерал-майор, а през 1711 г. фелдмаршал-лейтенант.
На 15 октомври 1712 г. в Брауншвайг той се жени за Антоанета Амалия (1696 – 1762), най-малката дъщеря на неговия първи братовчед херцог Лудвиг Рудолф фон Брауншвайг-Волфенбютел (1671 – 1735) и принцеса Кристина Луиза фон Йотинген-Йотинген (1671 – 1747). Нейната сестра Елизабет Кристина (1691 – 1750) е омъжена от 1708 г. за император Карл VI, a сестра ѝ Шарлота (1694 – 1715) е омъжена от 1711 г. за царевич Алексей Петрович от Русия.
При принц Евгений Савойски Фердинанд Албрехт II се бие против турците през Австро-турска война (1716 – 1718). Той се отличава особено при Петроварадин, при обсадата на Тимишоара и при Белград. От 1723 г. той е императорски фелдмаршал, от 1733 г. имперски генерал-фелдмаршал и главнокомандващ на войската при Рейн.
Фердинанд Албрехт II е тясно свързан с пруския крал Фридрих Вилхелм I. През юни 1733 г. дъщеря му Елизабет Кристина се омъжва за тронпринц Фридрих II, на 2 юли 1733 г. сина му Карл I се жени за Филипина Шарлота (1716 – 1801), сестрата на Фридрих II.
Той последва братовчеда и тъста си херцог Лудвиг Рудолф от Брауншвайг-Волфенбютел († 1 март 1735), но умира неочаквано на 13 септември 1735 г.

## Деца
Фердинанд Албрехт II и Антоанета Амалия имат осем сина и шест дъщери:
- Карл I (1713 – 1780), херцог на Брауншвайг и Люнебург, княз на Брауншвайг-Волфенбютел, ∞ 1733 г. Филипина Шарлота Пруска (1716 – 1801)
- Антон Улрих (1714 – 1774), херцог на Брауншвайг и Люнебург, руски генералисимус, ∞ Анна Леополдовна от Русия
- Елизабет Кристина (1715 – 1797), ∞ 1733 г. Фридрих II от Прусия
- Лудвиг Ернст (1718 – 1788), херцог на Брауншвайг и Люнебург, нидерландски генералкапитан и регент
- Август (1719 – 1720)
- Фридерика (1719 – 1772)
- Фердинанд (1721 – 1792), херцог на Брауншвайг и Люнебург, генерал-фелдмаршал
- Луиза Амалия (1722 – 1780) ∞ Август Вилхелм фон Прусия
- София Антоанета (1724 – 1802) ∞ Ернст Фридрих фон Саксония-Кобург-Заалфелд
- Албрехт (1725 – 1745), херцог на Брауншвайг и Люнебург, генералмайор
- Шарлота (1725 – 1766)
- Тереза (1728 – 1778), абтиса на Гандерсхайм
- Юлиана Мари (1729 – 1796) ∞ Фридрих V от Дания (1723 – 1766)
- Фридрих Вилхелм (1731 – 1732), херцог на Брауншвайг и Люнебург
- Фридрих Франц (1732 – 1758), херцог на Брауншвайг и Люнебург